# دیرک کورتنباخ
دیرک کورتنباخ (انگلیسی: Dirk Kurtenbach؛ زادهٔ ۲ اوت ۱۹۶۴) بازیکن فوتبال اهل آلمان است.